# اسنیک‌زواخ
اسنیک زواگ (به هلندی: Snikzwaag) یک منطقهٔ مسکونی در هلند است که در اسکارسلند واقع شده‌است. اسنیک زواگ ۶۵ نفر جمعیت دارد.